# Црква Светог Василија Острошког у Беочину
Црква Светог Василија Острошког у Беочину припада Епархији сремској Српске православне цркве.
Камен темељац је постављен 2000. године. Слава цркве је Свети Василије Острошки Чудотворац, која се слави 12. маја.
Изградњу храма започео је протојереј-ставрофор Теодор Катић, наставили су је протојереји Вујадин Савић и Мирослав Бабић. У новембру 2019. године за пароха у овом храму постављен је свештеник Милош Маријанац.